# جوليم (فلم)
الجوليم : كيف اتى إلى العالم (العنوان الألماني الاصلي: (der golem, wie er in die welt kam). هو فيلم رعب صامت عام 1920 والذي شارك باخراجه paul wegener. الصورة اخرجها carl boese and wegener. كتب الفلم على يد wegener and henrik galeen, والنجم wegener وهو «ذا جوليم». النص أخذ من رواية «ذا جوليم» عام 1915 والتي كتبت على يد gustav meyrink. الفيلم هو الثالث من الثلاث أفلام والتي اخرجها وينجير والذي يميز ذا جوليم. الفيلمان الاخران ذا جوليم (1915) والفيلم الفكاهي القصير. the golem and the dancing girl (1917), والذي وينجير dons الميك اب بهدف ان يخيف الانسه التي تعجبه. هو the prequel إلى the golemوهو الأكثر شهره في هذه السلسلة.معروف بشكل كبير وذلك لانه الوحيد من بين الثلاث أفلام والذي لم يضيع lost.
إحدى أفلام الرعب القديمه، الفيلم كان مثير حول نشره والذي ترك ورثه طويلة الامد في صناعة الأفلام. بالاضافه لذلك هناك فيلم رعب ألماني قديم وهو تعبيري. the cabinet of DR. Caligari. (1920). 

## الحبكة
خلال الجيتو المغرور فلوريان يقع في حب مريم. ابنة لوي والتي يوجد مودة بينها ة بين مساعده ولوي يقنع فلوريان بتذكير الإمبراطور بانه هو من يتوقع حدوث كارثه ويحدثه عن ابراجه. ارتباطه بمريمز فلوريان يغادر حينها. لوي يبدا بابتكار وحش كبير من الطين ز ابتداء بالصلاة مع الاله، الجوليم، والذي سيجعله على قيد الحياه ليدافع عن أبناء شعبه. فلوريان يرجع لاحقا بطلب من الإمبراطور مقدم إلى لوي بان يحضر مهرجان الوردة في القصر.
ويتشارك هو ومريم لحظات رومانسيه في حين لوي يكشف لمساعده بانه ابتكر الجوليم في الخفيه. ويطلب من مساعده بان يجعله انيم. – شخصيه كرتونيه-.
في إجراء سحري متطور. لوي ومساعده يشهدا روح استاروث ويجعلوه يخضع. مثل النص القديمز قة ل الكلمة السحرية لارجاع على قيد الحياه. هذه الكلمة مكتوبه على ورقة عن طريق لوي والتي بعد ذلك يدخلو داخل صدر الجوليم قطعة جوهره صغيره. الجوليم استيقظ. بعد ذلك مساعد ليو يروض الجوليم، والقائد اليهودي يستعمله كخادم في المنزل.
عند اختيار لوفه وهو استدعاء لقصر المهرجان يجلب جوليم«معه ل التاثير على الجمهور. Florian في هذه الاثناء تراجع عن المحكمة في مواجهة مريم، التي تقوم بحراسة Loew's مساعد بموجب تعليمات Loew's في قصر الحكم امام المحكمة بحالة ذعر مندهش وصول جوليم». تاثر الامبراطورو يطالب برؤية أكثر من اختيار لوفه الخارقة المفاخر. اختيار لوفه المشاريع شاشة سحرية تاريخ اليهود، ويامرون جمهوره بعدم احداث ضوضاء. عند وصول Ahasuerus, تجوب يهودى، تبدا المحكمة بالضحك والقصر فجاة يفتت. انهيار المبنى، جوليم تتدخل تقوي هبوط سقف لانقاذ المحكمة. كبادرة امتنان الإمبراطور العفو اليهود يسمح لهم بالبقاء في المدينة
Loew'sوجوليم العودة إلى الجيتو، نشر في الاخبار ان اليهود اختاروا لوفه ان يعود إلى منزله وتبدا في اشعار يخمــد سلوكهم في جوليم. ويقرا التحركات القادمة سوف يتسبب فلكية Astaroth لامتلاك جوليم«وهجوم صناعها. تميمة Loew's يزيل ويدعى عليه مساعده للمشاركة في الاحتفالات في الشارع. كمجتمع يبتهج والمساعد يذهب إلى ابلاغ مريم وتزور معبد بل تجد في الفراش Florian. واضاف ان reanimates المدمرة جوليم ويامر بازالة فلوريان من المبنى. ولكن جوليم» حاليا نفذ Astaroth حرفيا بذلك بالقاء فلوريان من سقف المنزل، ما ادى إلى مقتله. روع المساعد ومريم الفرار، جوليم يشعل النار في المبنى ومريم تقع مغشيا عليه.
ويندفع مساعد Loew's إلى المعبد لتنبيه المصلين اليهود من الكارثة، ولكن لدى وصولهما Loew's housكان قد حرق كل جوليم ومريم مفقودة. يئس من المجتمع Loew's لانقاذهم من الهياج جوليم ويؤدى اختيار لوفه Astaroth توضح ذلك يزيل من جوليم على الفور، جوليم وهو يتجول جيتو تسبب بالدمار، يغادر ميريام الذي طال امدها من شعرها في الشوارع الواقعة على سطح حجرى يتجه نحو بوابة الجيتو يكسر الحاجز مفتوحا ترى مجموعة من الفتيات. هروب جميعها باستثناء الذي يلتقط بتطوير قوة الطبيعة بعد ازالة Astaroth. بدافع الفضول واضافت يزيل تميمة من جوليم اسقاط لها وانهيارات. من جهة أخرى يرى مريم، اختيار لوفه الذي تستيقظ بعد وقت قصير. ولحسن الحظ لم شملهم، وانضم Loew's لمساعده ويبلغه ان اليهود ينتظرون عند البوابة. اختيار لوفه بعد ترك مساعده يتعهد لمريم انه لن يخبر احدا عن علاقة محرمة فلوريان ويطلب مقابل العفو عن افعاله. من جهة أخرى تجمع اليهود عند بوابة لايجاد الموتى جوليم الابتهاج والصلاة، يحملونها إلى الجيتو، نجمة داود التي تظهر على الشاشة وينتهى الفيلم

## طاقم الممثلين
Albert steninruck يلعب دور rabbi loew

## الاخراج

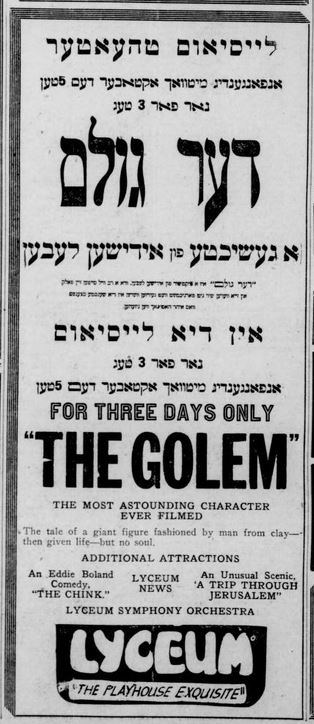
1921 إعلان الصحف الأميركية في اليديشية والإنجليزية

وينجر كان غير سعيد بمحاولته السابقة باخبار قصة THE GOLEM (Der golem1915) بسبب التنازلات والتي اضطر باجراءها خلال اخراجه. المحاولة لثانية كانت لاجل نقل مباشر للاسطورة كما قيل عنه في بلاغ خلال تصويره للفيلم (The student of prague (1913
المهندس المعماري Hans poelzig صمم مكان العرض، إنتاج من القرون الوسطى jewish ghetto في بلاغ.صممهن خصوصا لاجل تصويرهن، تصميم صورة تعبيرية بشكل كبير.التصوير السينمائي على يد Karl Freund بالتعاون مع
Poelzig و Wegener يعتبر أكثر الامثلة الرائعة عن German Expressionism 
تم إعادة صنع الفيلم في 1936 باسم Le Golem, والذي تم اخراجه على Julien Duvivier في موقع بلاغ 

## روابط خارجية
- مقالات تستعمل روابط فنية بلا صلة مع ويكي بيانات

THE GOLEM كيف اتى إلى العالم YouTube

## اقتباسات
- Kevin Hagopian: ملاحظات الفيلم THE GOLEM.ولاية نيويورك 23-7-2006.
- Matei Chihaia: Der Golem-Effekt. Orientierung und phantastische Immersion im Zeitalter des Kinos, transcript, Bielefeld 2011 ISBN 978-3-8376-1714-6
- (Hardy phill (1995: موسوعة The Overlook Film, صحافة Overlook Press, ISBN 0-87951-624-0

1. ↑  2. Douglas Kellnerطموح وتمرد:التراث التعبيري p.3843. Dietrich Scheunemann , افلام تعبيرية :وجهة نظر جديدة p.2734. Hardy 1995, p. 27